# Рогівка (річка)
Рогівка — річка  в Україні, у Коростенському  районі Житомирської області. Ліва притока Крашевні  (басейн Прип'яті).

## Опис
Довжина річки приблизно 8 км. Річка практично повністю каналізована.

## Розташування
Бере початок на північній стороні від Струмка. Тече переважно на південний захід в межах Горщика і біля Ушиці впадає у річку Крашевню, ліву притоку Ужу.